# Remuage

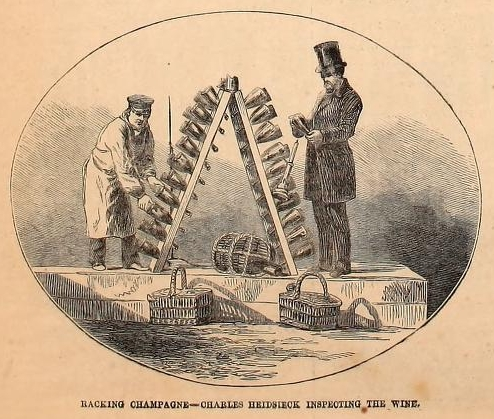
Charles Heidsieck inspecteert de remuage, het draaien en keren van de flessen in de pupitre.

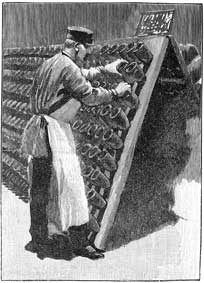
Een remueur aan het werk

De remuage is een van de bewerkingen die de flessen champagne ondergaan tijdens de méthode traditionnelle waarin van een stille wijn een bruisende champagne wordt gemaakt.
In de kelders worden de flessen na met wijn en een liqueur de tirage te zijn gevuld ten minste zestig dagen horizontaal gelagerd. In die periode sur lattes vindt de tweede gisting, de prise de mousse plaats. Daarna worden de flessen met de hals in openingen in houten rekken, de zogeheten pupitres geplaatst. De pupitre is een uitvinding van Nicole-Barbe Clicquot-Ponsardin. De remueur draait de horizontaal geplaatste flessen steeds weer iets rond. De fles wordt met een korte handbeweging telkens weer gedraaid, geschud en iets verticaler in de opening gebracht. Zo komen gistcellen en bezinksel in de hals terecht tegen de tijd dat de fles verticaal en met de kurk naar beneden in de pupitre staat.
Een remueur kan, werkend met beide handen, vijftig- tot zestigduizend flessen per dag schudden, draaien en verplaatsen. Het duurt vijf jaar eer men een volleerd remueur is en men zich de snelle en subtiele polsbewegingen heeft eigengemaakt. Sommige jaargangen gebottelde champagne hebben te lijden onder een wat plakkerig bezinksel, dan moet de fles met meer aandacht worden geschud en gedraaid dan gebruikelijk.
De remuage kan worden gemechaniseerd door de flessen op gyropalettes te plaatsen die de flessen mechanisch iedere acht uur schudden en draaien. Zo kunnen veel arbeidsuren worden bespaard en de fles wordt in twee weken in plaats van twee maanden gereedgemaakt om op zijn vroegst vijftien maanden na de botteling de dégorgement te ondergaan. De meeste huizen geven nog steeds de voorkeur aan de handmatige remuage maar het huis Pommery laat de helft van de productie een mechanische remuage ondergaan.
De betere champagnes laat men na de remuage nog lange tijd sur point liggen omdat de wijn het beste rijpt terwijl hij met de gist in de hals in aanraking komt. Goedkopere champagnes worden al na vijftien maanden van een liqueur d'expédition voorzien en verkocht.

## De dosage des billes
Het champagnehuis Moët & Chandon heeft een nieuwe vorm van de traditionele liqueur de tirage ontwikkeld die dosage des billes wordt genoemd. Daar worden balletjes van samengeperste gist en algen, ieder zo groot als een hagelkorrel, in de fles gebracht. In de wijn vindt men dan ook na de gisting op fles geen bezinksel en de balletjes zakken door hun eigen gewicht naar de hals wanneer de fles gereed wordt gemaakt voor de dégorgement. De remuage is in dit geval overbodig 
champagne · 
Dom Pérignon · 
champagnehuis · 
méthode traditionnelle · 
roséchampagne · 
rosé de saignée ·  
pinot noir · 
pinot meunier · 
chardonnay · 
voltis · 
échelle des crus · 
grand cru · 
premier cru · 
tête de cuvée · 
taille · 
Montagne de Reims · 
Côte des Blancs · 
coteaux champenois · 
alcoholische gisting · 
malolactische fermentatie · 
assemblage · 
réserve · 
liqueur de tirage · 
sur lattes · 
prise de mousse · 
mousse · 
à point · 
remuage · 
dégorgement · 
liqueur d'expédition · 
millésime · 
monocépage · 
clos · 
blanc de blancs · 
blanc de noirs · 
brut sans année · 
kometenwijn · 
cuvée de prestige · 
dosage · 
muselet · 
brut · 
formaat van champagneflessen · 
afkortingen op etiketten